# Alberto Trèves de Bonfili
Alberto Isaac Trèves de Bonfili, né à Padoue le 13 septembre 1855  et mort à Venise le 11 mai 1921 , est un diplomate, homme politique et banquier italien.

## Introduction
Il est diplômé en droit de l'université de Padoue en jurisprudence. Le 16 février 1878, à vingt deux ans, il accède à un poste d'attaché de légation ; d'abord attaché de légation à Berne le 20 mars 1878, puis à Constantinople le 17 septembre 1878, jusqu'au 29 avril 1879, à sa « date de mise en retraite », sans doute pour obligations familiales. En effet il doit se préparer à succéder à son grand-père Giacomo Treves (décédé en 1885), propriétaire de l'importante Maison bancaire vénitienne du même nom, qui a joué un rôle important dans le développement industriel italien, avant de poursuivre une carrière d'homme politique, assumant les charges administratives de conseiller municipal de Venise et de conseiller provincial de Padoue. Il devient député de Vénétie dès 1890, âgé de trente-cinq ans, durant trois législatures sous le règne d'Humbert Ier et sénateur du royaume d'Italie dès 1904, âgé de quarante neuf ans, nommé par Victor-Emmanuel III.

## Biographie

### Fils de Giuseppe Treves de Bonfili et Adele Todros
Alberto est le deuxième fils d'une famille de religion juive de dix enfants, l'aîné étant Mario, le cadet Baldo étant mort à l'âge de trois mois, fils du baron vénitien Giuseppe (Joseph) Treves de Bonfili et de la Turinoise Bella Adele Todros, elle-même fille du baron Leone Todros, dont le titre fut concédé par le roi de Sardaigne. D'après le dictionnaire encyclopédique de Giovanni Treccani, « c'était un agronome, banquier et philanthrope ».
| \| \| \| \| \| \| \| \| \| \| \| \| \| \| \| \| \| \| \| \| \| \| \| \| \| \| \| \| \| \| \| \| \| \| \| \| \| \| \| \| \| \| \| \| \| \| \| \| \| \| \| \| \| \| \| \| \| \| \| \| \| \| \| \| \| \| \| \| \| \| \| \| \| \| \| \| \| \| \| \| \| \| \| \| \| \| \| \| \| \| \| \| \| \| \| \| \| \| \| \| \| \| \| \| \| \| \| \| \| \| \| \| \| \| \| \| \| \| \| \| \| \| \| \| \| \| \| \| \| \| \| \| \| \| \| \| \| \| \| \| \| \| Giuseppe Treves de Bonfili (1818-1893) (d) \| Giuseppe Treves de Bonfili (1818-1893) (d) \| Giuseppe Treves de Bonfili (1818-1893) (d) \| Giuseppe Treves de Bonfili (1818-1893) (d) \| Giuseppe Treves de Bonfili (1818-1893) (d) \| Giuseppe Treves de Bonfili (1818-1893) (d) \| \| \| \| \| \| \| \| \| \| \| \| \| Bela Adele Todros (d) \| Bela Adele Todros (d) \| Bela Adele Todros (d) \| Bela Adele Todros (d) \| Bela Adele Todros (d) \| Bela Adele Todros (d) \| \| \| \| \| \| \| \| \| \| \| \| \| \| \| \| \| \| \| \| \| \| Giuseppe Treves de Bonfili (1818-1893) (d) \| Giuseppe Treves de Bonfili (1818-1893) (d) \| Giuseppe Treves de Bonfili (1818-1893) (d) \| Giuseppe Treves de Bonfili (1818-1893) (d) \| Giuseppe Treves de Bonfili (1818-1893) (d) \| Giuseppe Treves de Bonfili (1818-1893) (d) \| \| \| \| \| \| \| \| \| \| \| \| \| Bela Adele Todros (d) \| Bela Adele Todros (d) \| Bela Adele Todros (d) \| Bela Adele Todros (d) \| Bela Adele Todros (d) \| Bela Adele Todros (d) \| \| \| \| \| \| \| \| \| \| \| \| \| \| \| \| \| \| \| \| \| \| \| \| \| \| \| \| \| \| \| \| \| \| \| \| \| \| \| \| \| \| \| \| \| \| \| \| \| \| \| \| \| \| \| \| \| \| \| \| \| \| \| \| \| \| \| \| \| \| \| \| \| \| \| \| \| Alberto Trèves de Bonfili \| \| \| \| \| \| \| \| \| \| \| \| \| \| \| \| \| \| \| \| \| \| \| \| \| \| \| \| |  |  |  |  |  |                                            |                                            |                                            |                                            |                                            |                                            |  |  |  |  |                           |  |  |  |  |  |  |  |                       |                       |                       |                       |                       |                       |  |  |  |  |  |  |  |  |  |  |  |  |  |  |
| |  |  |  |  |  |                                            |                                            |                                            |                                            |                                            |                                            |  |  |  |  |                           |  |  |  |  |  |  |  |                       |                       |                       |                       |                       |                       |  |  |  |  |  |  |  |  |  |  |  |  |  |  |
| |  |  |  |  |  |                                            |                                            |                                            |                                            |                                            |                                            |  |  |  |  |                           |  |  |  |  |  |  |  |                       |                       |                       |                       |                       |                       |  |  |  |  |  |  |  |  |  |  |  |  |  |  |
| |  |  |  |  |  |                                            |                                            |                                            |                                            |                                            |                                            |  |  |  |  |                           |  |  |  |  |  |  |  |                       |                       |                       |                       |                       |                       |  |  |  |  |  |  |  |  |  |  |  |  |  |  |
| |  |  |  |  |  | Giuseppe Treves de Bonfili (1818-1893) (d) | Giuseppe Treves de Bonfili (1818-1893) (d) | Giuseppe Treves de Bonfili (1818-1893) (d) | Giuseppe Treves de Bonfili (1818-1893) (d) | Giuseppe Treves de Bonfili (1818-1893) (d) | Giuseppe Treves de Bonfili (1818-1893) (d) |  |  |  |  |                           |  |  |  |  |  |  |  | Bela Adele Todros (d) | Bela Adele Todros (d) | Bela Adele Todros (d) | Bela Adele Todros (d) | Bela Adele Todros (d) | Bela Adele Todros (d) |  |  |  |  |  |  |  |  |  |  |  |  |  |  |
| |  |  |  |  |  | Giuseppe Treves de Bonfili (1818-1893) (d) | Giuseppe Treves de Bonfili (1818-1893) (d) | Giuseppe Treves de Bonfili (1818-1893) (d) | Giuseppe Treves de Bonfili (1818-1893) (d) | Giuseppe Treves de Bonfili (1818-1893) (d) | Giuseppe Treves de Bonfili (1818-1893) (d) |  |  |  |  |                           |  |  |  |  |  |  |  | Bela Adele Todros (d) | Bela Adele Todros (d) | Bela Adele Todros (d) | Bela Adele Todros (d) | Bela Adele Todros (d) | Bela Adele Todros (d) |  |  |  |  |  |  |  |  |  |  |  |  |  |  |
| |  |  |  |  |  |                                            |                                            |                                            |                                            |                                            |                                            |  |  |  |  |                           |  |  |  |  |  |  |  |                       |                       |                       |                       |                       |                       |  |  |  |  |  |  |  |  |  |  |  |  |  |  |
| |  |  |  |  |  |                                            |                                            |                                            |                                            |                                            |                                            |  |  |  |  | Alberto Trèves de Bonfili |  |  |  |  |  |  |  |                       |                       |                       |                       |                       |                       |  |  |  |  |  |  |  |  |  |  |  |  |  |  |

### Carrière Politique
Député siégeant à la Chambre des députés du Parlement du royaume d'Italie, sous le règne de Humbert Ier, durant les 17e, 18e et 19e législatures (Crispi), en tant que rapporteur (questeur, secrétaire) auprès de Antonio di Prampero, Treves fut nommé par la suite sénateur du royaume au Parlement du royaume d'Italie par le roi Victor-Emmanuel III le 4 mars 1904, la nomination a été confirmée le 23 mars et la prestation de serment s'est déroulée le 10 mai (Giolitti).
|  |  |  |

La Vénétie, conservatrice et catholique, a confié ses propres instances de renouvellement à deux membres de tradition hébraïque, Alberto Treves et Leone Wollemborg. Treves, connu aussi pour ses activités de bienfaisance, avait également des liens d'amitié avec les patriarches de Venise, l'un d'eux se vit offrir un voyage pour le Conclave de 1903 payé par le sénateur et devint pape, le pape Pius X soit Pie X et plus tard saint Pie X, le Cardinal Sarto.
En 1915, le sénateur a été parmi les 300 députés qui ont laissé à la porte de Giolitti leurs billets en signe de solidarité avec l'action du politicien de Dronero (Giolitti) en faveur d'un accord diplomatique avec l'Empire austro-hongrois et en opposition à la guerre pour laquelle complotait Antonio Salandra (« per cui tramava Salandra »).
La figure d'Alberto Isaac Treves de Bonfili est significative d'une pleine intégration des représentants de la tradition hébraïque dans le royaume de Humbert Ier et dans la période libérale de Victor-Emmanuel II. Les dirigeants des communautés hébraïques sont maintenant intégrés à différents niveaux dans la haute bourgeoisie financière, commerciale et agraire et ont eu accès à la noblesse, dont ils étaient exclus dans les siècles précédents pour des raisons religieuses.

### Les Trèves
Les Treves, par ailleurs, avaient déjà atteint une position influente au cours de la république de Venise. Cette dernière leur accorda d'habiter dans un palais patricien adapté à leurs activités d'armateur, et d'étendre à dessein le ghetto avec le « Ghetto novissimo ». Les Treves sont présents dans la Province de Trévise dite « Marca Trevigiana » soit la Marche Trévisane, dès le XIVe siècle, en effet sur leurs pierres tombales apparaît au XIVe siècle la colombe avec le rameau d'olivier qui fera toujours partie de leurs armoiries et dans la Sérénissime à partir du XVIe siècle;au XVIIe siècle ils sont devenus les principaux armateurs battant pavillon de Saint Marc,avec plus de trente navires, qui furent saisis par le général Bonaparte après la chute de la République et utilisés durant la campagne d'Égypte où ils ont été détruits par les Britanniques.
Comme appartenant à la communauté hébraïque ils n'auraient pas théoriquement le droit, mais cela a été accordé, leur permettant la création de plusieurs sociétés (par exemple la « Compagnie Vénitienne de la Baltique ») dont ils étaient « parcellonisti » majoritaires tandis que leurs capitaines, , avaient des parts minoritaires. Notez que l'un des motifs juridiques pris par les Espagnols comme prétexte pour la guerre déclarée contre Venise au XVIIe siècle était le paiement aux hébraïques de la protection commerciale garantie par la bannière vénitienne.

Les Treves étaient « exonérés pour leur patrimoine conformément aux lois limitant les activités des Hébreux » adoptées sous l'inspiration de Andrea Tron (1712-1785) dit en vénitien «el paròn » ; peu de temps après ils ont financé l'élection du doge de Venise (l'avant-dernier) Paolo Renier avec lequel ils ont toujours été liés. Renier poussa un Treves à épouser la seule héritière de l'autre puissante famille israélite vénitienne, la Bonfili ; les liquidités acquises avec ce mariage furent par la suite la base de la fortune du XIXème siècle de la famille après le désastre, la catastrophe de la perte de la flotte.
Titre
Baron

 Baron du royaume d'Italie

  Royaume d'Italie 
  (1861-1900) 

  en l'an 1894 par décret d'exception du roi d'Italie 

 Humbert Ier 
  (1844-1900) 
1894 – 1921

### Titres de noblesse

#### Le baron Giuseppe Treves (1811)
La famille possède un titre baronnal accordé à Giuseppe Treves par Napoléon Ier roi d'Italie en 1811, et confirmé en 1812.

#### Le chevalier Giacomo Treves de Bonfili
Tandis que le prédicat « de Bonfili » a été accordé par le gouvernement autrichien à Giacomo Treves en tant que fils de Giuseppe Treves et Benedetta Bonfili, ainsi que le titre de noble chevalier impérial, en effet à cette époque c'est l'empire d'Autriche qui gouverne le royaume de Lombardie-Vénétie et qui peut décerner le titre de chevalier de l'ordre impérial autrichien de Léopold à moins qu'il ne s'agisse de l'ordre de l'empire d'Autriche de François-Joseph ou encore l'ordre de la Couronne de fer comme le précise l'article à propos de l'ordre de François-Joseph, « Dans les milieux d'affaires parfois, le crédit d'un chef d'entreprise était mesuré à l'aune de sa décoration : les titulaires de l'ordre de la Couronne de fer étaient alors mieux considérés que ceux titulaires "seulement" de l'ordre de François-Joseph. » 
Par la suite, Giacomo fut membre du nouveau gouvernement vénitien en 1848-1849, « nouveau gouvernement provisoire proclamé le 22 mars, dont Daniele Manin devient le président. Cette "nouvelle" République, qui fait appel au nom historique et illustre de la république de Venise la sérénissime celle de 697 à 1797, ne fut qu'éphémère, Venise étant réoccupée par l'armée autrichienne le 22 août 1849, après une résistance héroïque qui dura 17 mois. »

#### Les barons Treves de Bonfili, Giuseppe (1866), Jacques (1866), et Alberto (1894)
Giacomo aimait à répéter, dans le dialecte vénitien : « mi so fiol de baron, pare de baron, ma no so baron » (« je suis fils de baron, père de baron, mais je ne suis pas baron »).
En effet les deux Giuseppe, son père et son fils, avaient obtenu ces titres respectivement du royaume d'Italie de Napoléon Ier, non transmissible aux descendants, et de la maison de Savoie.
Cette dernière avait reconnu à Giuseppe Treves de Bonfili, petit-fils de Giuseppe Treves (Iseppo), fils de Giacomo et père d'Alberto, le titre baronnial, en même temps, lors de l'annexion de Venise au royaume d'Italie en 1866, mais aussi en 1894 il avait accordé une reconnaissance supplémentaire baronniale à Alberto qui comme second fils, n'y aurait pas eu droit.

### Lignée davidique
D'après Samuel Schaerf, ce fut le même sénateur Alberto Trèves de Bonfili qui ironisa sur ces reconnaissances parce qu'en réponse à un juif polonais sur « comment se fait-il que bien qu'il soit un Israélite, il ait pu obtenir un titre de noblesse ? », il présenta son propre partenaire Coen, indiquant qu'il était noble depuis 4 000 ans, parce que les Coen sont de la caste sacerdotale.
Selon l'Encyclopaedia Judaïque, Treves (Dreyfus en allemand) peut également se vanter d'une tradition exceptionnelle : dans leur ascendance est énumérée une fille de Rachi, le sage viticulteur de Troyes dont les commentaires de la Bible sont le fondement non seulement des œuvres de Maïmonide, mais aussi, en partie, de celle de saint Thomas d'Aquin.
Les couleurs de la famille, rouge et bleu, perpétuent (« rimanderebbero secondo ») une antique légende de la lignée Davidique. 
De même que l'Église catholique, qui même pendant le Moyen Âge était extrêmement attentive au symbolisme, obligeait les artistes à peindre en rouge et bleu les vêtements de Jésus et de Marie afin de souligner leur appartenance à la maison royale d'Israël, et bien au sein même de l'école vénitienne de San Giorgio de Dalmatie, est exposée L'Histoire de la Sainte Famille de Vittore Carpaccio, que complète le retable du même artiste en la basilique San Giorgio Maggiore de Venise, où la représentation des manteaux rouges et bleus, au côté du Christ sur le mont des Oliviers, met en évidence, dans les moments les plus sombres, la royauté messianique.
Il semble que, comme la famille d'Espagne Abravanel, les Trèves aient fait remonter leurs origines anciennes à une souche princière davidique.

### Armoiries
« Le baron de l'empire reçut pour règlement d'armoiries :

Coupé; au premier, parti d'azur à une colombe d'argent portant dans son bec d'or un rameau d'olivier et des barons membres du collège électoral; au second, d'argent à un vaisseau de sable aux voiles de pourpre voguant sur des ondes d'argent. »
— Généanet archives livres : Armorial du premier empire : titres, majorats et armoiries concédés par Napoléon Ier (Volume v. 4) Auteur : Révérend, Albert, vicomte, 1874-1911 Source: Internet Archive Résultats : Trêves di Bonfîli Page 341

### Petits-enfants militaires
Le 22 décembre 1914, naquit à Milan un de ses petits-fils également prénommé Alberto.
Le 26 juillet 1934, avec un groupe de chevaliers de Pinerolo (Turin), il obtempère à l'ordre de rejoindre à cheval dans les trois jours Brennero (Autriche) pour signifier (pour que l'Autriche signifie) à l'Allemagne de ne pas annexer l'Autriche après l'assassinat de Dollfuss (Engelbert).
Officier de carrière, comme son frère Adolfo bénévole sur le front gréco-albanais, Alberto Treves de Bonfili a combattu en Afrique du Nord (Afrique septentrionale) entre 1941 et mai 1943, après avoir assumé (pris) le nom de famille de la grand-mère Baldissera (Virginia) selon la loi numéro 1055 du 13/07/1939.
Il avait entre autres des fonctions de liaison entre le commandement italien et le maréchal Rommel à El Alamein à l'été 1942, comme en témoignent les photographies au musée de la cavalerie de Pignerol et l'insigne de la croix de fer allemande.
Aux commandes d'un escadron de la 5e division blindée « Nizza Cavalleria » en Tunisie, au sud de El Hamma, Le capitaine Alberto Baldissera en janvier 1943 capture le lieutenant-colonel David Sterling, Commandant de la légendaire Long Range Desert Group, en tenue arabe, et obtient l'autorisation de Rome de ne pas le fusiller.
C'est seulement le 11 mai que les Dragons vont renoncer (se rendre) après un dernier combat (une ultime résistance, un baroud d'honneur) à Ras et-Tib (Cap Bon), rendant ensuite les honneurs aux officiers Battistini et Baldissera avec un « regard droit », sans être commandés par personne, ce qui suscita l'admiration des militaires britanniques.

### Relation avec Virginia Baldissera
Il semble qu'Alberto ait eu une première relation avec Virginia di Antonio Baldissera et que de cette relation soient nés leurs fils Giacomo, né en 1892, et Giuseppe, né en 1889.

### Alliance de son fils Giacomo Baldissera et Anna Maria Mordo
Son fils Giacomo Baldissera se marie en 1914 à Anna Maria Mordo. De cette union naîtront Alberto et Adolfo Baldissera Treves de Bonfili.
Il est sans doute l'auteur du roman Dans le tourbillon de la vie, publié en 1917 à Rome par la maison d'édition italienne, plutôt que son homonyme grand-père.
L'avocat Giacomo Baldissera, baron Trèves de Bonfili, a été propriétaire du futur Théâtre Goldoni de 1937 à 1957 (successivement dénommé théâtre San Luca, Vendramin, puis Apollo, et Goldoni).
En 1937, le théâtre changea à nouveau de propriétaire et fut acheté par l'avocat Giacomo Baldissera baron Treves de Bonfili, et la gestion fut confiée à ICSA (Cinema, Entertainment and Related Companies).

## Propriétés

### Les palais Treves de Bonfili à Venise et ses Arcenaux
Afin de faciliter leur commerce, la République concéda à la famille Trèves un palais nobiliaire sur le canal du Ghetto Nuovissimo - rio di Ghetto Nuovo au sud de l'île de Ghetto Nuovo, le ghetto de Venise - et un entrepôt facile d'accès pour transporter les marchandises déchargées des navires de la compagnie qui étaient les plus parcellés (voir aussi Fontego dei Tedeschi).
Puis, en 1829, la famille Trèves a acquis sur le Grand Canal le palais Emo conçu par l'architecte Bartolomeo Manopola à l'angle du rio de San Moisè.
« L’actuel palais, appelé aujourd’hui palais Barozzi Emo Treves de Bonfili, se dresse en un lieu où existait la Ca’ Grande (la Grande Maison) qui fut construite en 1164 pour Domenico Barozzi. Ce premier palais était en face d’un autre édifice, appartenant également aux Barozzi et qui fut rasé en 1310 à la suite de la participation de deux membres de la famille dans la conspiration de Tiepolo, voulant assassiner le doge Pietro Gradenigo alors en guerre contre le pape. Les Barozzi conservèrent ce palais dans leur descendance jusqu'en 1827, date à laquelle il fut vendu à la famille Treves.

Le palais Bauer Grünwald, aujourd’hui transformé en hôtel de luxe, appartenait également aux Barozzi. »
Dans une salle, dont la paroi extérieure a été démolie et reconstruite pour les faire entrer, sont conservées les statues colossales d'Hector, Ajax et de leur auteur Antonio Canova. Le palais est maintenant propriété du Marquis Alberto Berlingieri (fils de Lidia et du marquis Pietro Carlo), un des six petits-enfants du Baron Alberto Isaac Treves de Bonfili.
« Le plan de Venise de Barbari en 1500 montre que le palais était crénelé, à plusieurs étages et garni de deux tours carrées. Au début du xviie siècle, la famille décida d’en modifier l’aspect et confia cette restructuration à l’architecte Bartolomeo Manopola.

Au xixe siècle, les banquiers Treves ne modifièrent qu'à peine l'extérieur du palais, se contentant seulement de restructurer l'annexe sur le Grand Canal restée inachevée depuis l'intervention de Manopola et où ils installèrent leur riche collection d'œuvres d'art. Sans en changer vraiment la disposition, la famille Treves fit redécorer et remeubler entièrement la demeure dans un goût néoclassique. Deux statues de Canova furent installées dans une antichambre monumentale faisant face au Grand Canal. »
Certains le nomment Treves de Bonfili en tant qu'entrepôt antique, dont la façade a d'ailleurs été radicalement restaurée au XIXe siècle, situé sur le rio di San Lorenzo, entre les églises de San Lorenzo et San Giorgio dei Greci. Le jardin adjacent, qui peut être en partie identifiable avec celui de moniales mentionnées par Giacomo Casanova, est remarquable.

### Le palais, le parc Treves de Bonfili et le jardin botanique à Padoue
À Padoue, en Italie, il y avait un palais héréditaire, remarquable surtout pour son jardin : ce dernier, conçu par l'architecte vénitien Giuseppe Jappelli et réalisé vers 1820, s'inspire du jardin paysagé romantique à l'anglaise, caractérisé par un enchevêtrement de ruelles et sentiers sinueux. Actuellement propriété de la municipalité de Padoue, l'entrée est située sur la via B. D'Alviano ; s'ouvrant sur un espace d'une superficie de 9 600 m2.

#### À propos du parc Treves de Bonfili et du jardin botanique
Le parc Trèves de Bonfili, réalisé de 1829 à 1835, jouxte le jardin botanique de Padoue lui-même « fondé en 1545 » « par Francesco Bonafede sur commande du Sénat de la république de Venise pour la culture des plantes médicinales ».
Parc Trèves de Bonfili (it) : « giardino monumentale realizzato da Giuseppe Jappelli a Padova fra il 1829 ed il 1835. »

### Théâtre San Luca Vendramin, Apollo (futur Théâtre Goldoni)
Le fils d'Alberto l'avocat Giacomo Baldissera baron Treves de Bonfili a été propriétaire du futur Théâtre Goldoni de 1937 à 1957 (renommé théâtre San Luca Vendramin, Apollo, puis Goldoni).

## Distinctions
Commandeur de l’ordre des Saints-Maurice-et-Lazare

#### à propos de Giacomo Treves de Bonfili
- Collectionneur dans la Préface à la «Bibliographie historique des membres de la Maison de Savoie" d'Antonio Manno et Vincenzo Promis. Histoire de la Patrie. Éditeur: GB Paravia (Turin). Date d'édition: 1884